# Пјан ди Кампо (Пистоја)
Пјан ди Кампо је насеље у Италији у округу Пистоја, региону Тоскана.
Према процени из 2011. у насељу је живело 9 становника. Насеље се налази на надморској висини од 573 м.